# 김희령
김희령(1964년 10월 29일~)은 대한민국의 배우이자 연극인이다. 충청북도 청주시 출생이고, 현재 거주지는 강원특별자치도 화천군이다.
1983년 연극배우 첫 데뷔한 그녀는 1985년에 KBS 11기 공채 탤런트로 정식 선발되었다.

## 학력
- 동국대학교 연극영화학과 (학사)

## 출연작

### 영화
- 《얼굴없는 보스》 (2019년) - 상곤 모 역
- 《위선자들》 (2015년) - 소연 모 역
- 《블루스 맨》 (2011년)
- 《울학교 이티》 (2008년) - 치마 2 역
- 《토끼와 곰》 (2005년)
- 《미스터 주부 퀴즈왕》 (2005년) - 김지혜 주부 역
- 《내 머리 속의 지우개》 (2004년) - 어머니 역
- 《여자는 남자의 미래다》 (2004년) - 헌준 친구들 역
- 《연애소설》 (2002년) - 수인 모 역
- 《결혼 이야기》 (1992년) - 오향숙 역
- 《지금 우리는 사랑하고 싶다》 (1991년)
- 《마유미》 (1990년) - 이신애 역
- 《달빛 사냥꾼》 (1987년) - 역술가 역

### 드라마
- 《우아한 친구들》 (2020년, JTBC) - 구영선 역
- 《하나뿐인 내 편》 (2018년, KBS) - 경자 역
- 《하백의 신부 2017》 (2017년, tvN)
- 《품위있는 그녀》 (2017년, JTBC) - 일본인여성 역
- 《개인주의자 지영씨》 (2017년, KBS2) - 벽수의 양어머니 역
- 《빛나라 은수》 (2016년, KBS1)
- 《뱀파이어 탐정》 (2016년, OCN) - 강소현 역
- 《트로트의 연인》 (2014년, KBS2) - 고은태의 부인 역
- 《참 좋은 시절》 (2014년, KBS2) - 민우진의 어머니 역
- 《귀신 보는 형사 처용》 (2014년, OCN) - 안길자 역
- 《비밀》 (2013년, KBS2) - 연미연 역
- 《나인: 아홉 번의 시간여행》 (2013년, tvN) - 손명희 역
- 《당신뿐이야》 (2011년, KBS1) - 기운찬의 어머니 김지원 / 수잔 김 역
- 《수상한 삼형제》 (2009년, KBS2) - 주어영 생모 역
- 《별순검 시즌2》 (2008년, MBC Every1)
- 《정글피쉬》 (2008년, KBS2) - 은수의 어머니 역
- 《엄마가 뿔났다》 (2008년, KBS2) - 미세스 문 역
- 《한성별곡》 (2007년, KBS2) - 나영의 친모 역
- 《여자 대 여자》(1998년, MBC)
- 《남자 셋 여자 셋》 (1997년, MBC)
- 《여자를 말한다 - 두자매에게 무슨일이 생겼을까》 (1997년, MBC)
- 《바람꽃은 시들지 않는다》 (1991년, KBS1)
- 《대추나무 사랑 걸렸네》(1990년, KBS2)

## 수상
- 1988년 제24회 백상예술대상 연극 부문 신인연기상